# Grancey-sur-Ource
Pour les articles homonymes, voir Grancey.
Grancey-sur-Ource est une commune française située dans le nord du département de la Côte-d'Or, en région Bourgogne-Franche-Comté.

## Géographie

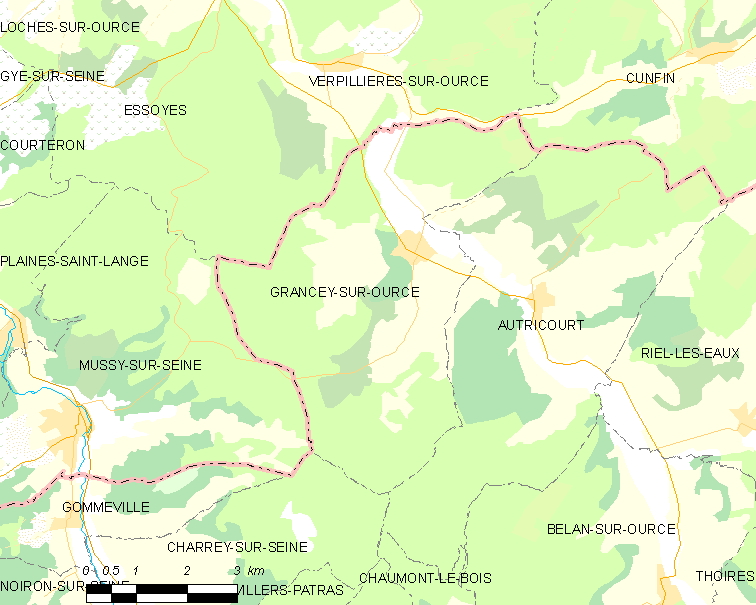

La superficie de Grancey est de 23,94 km2 situés à une altitude moyenne 210 mètres. La commune compte 218 habitants (2012). C'est la commune la plus septentrionale du département de la Côte-d'Or et elle est frontalière de l'Aube.
Avec ses voisines Gomméville, Autricourt et Riel-les-Eaux, son territoire se situe en tampon entre les appellations viticoles de Bourgogne au sud et celle de Champagne au nord.

### Hydrographie

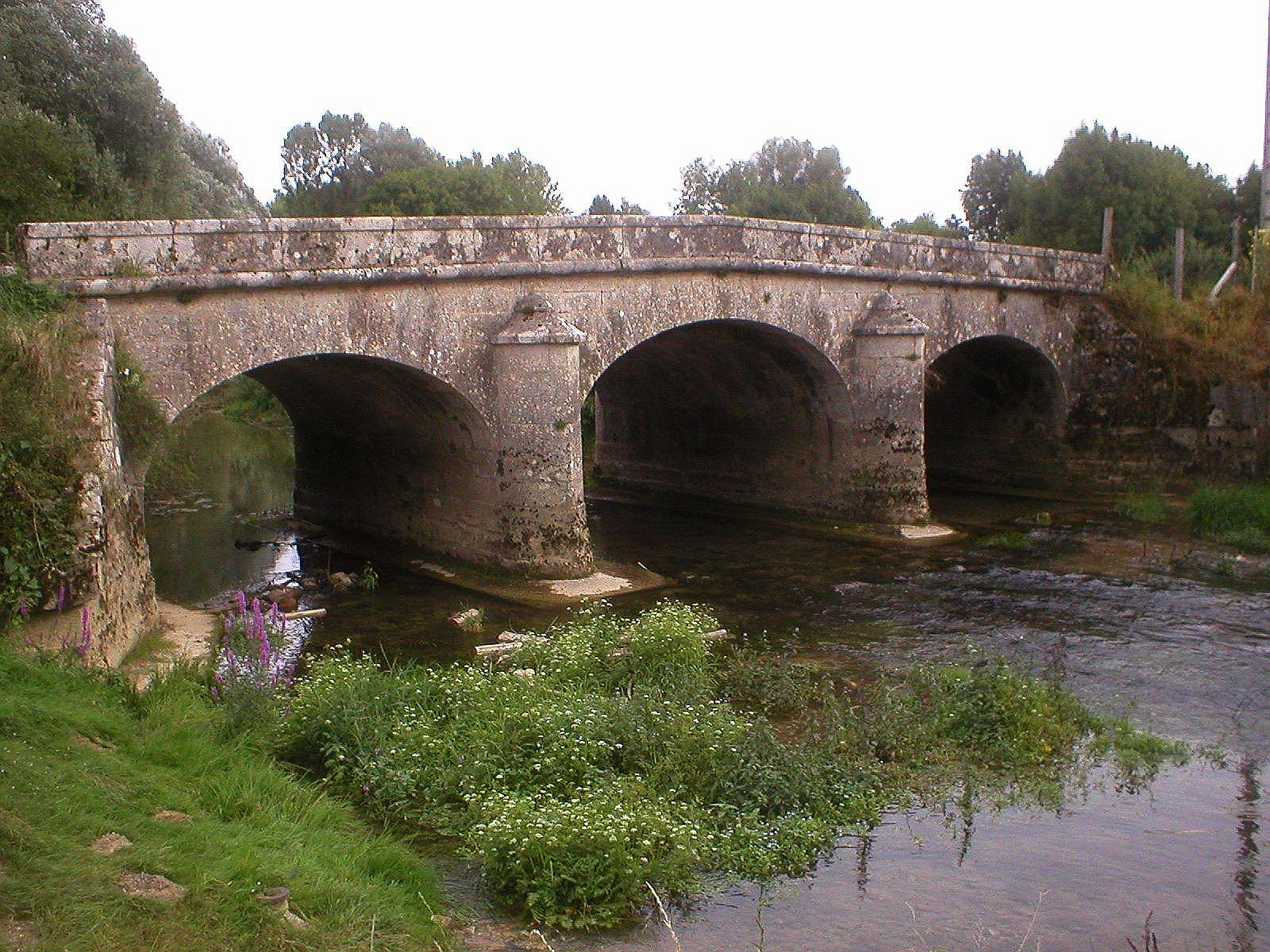
L'Ource à Grancey.

Grancey est traversée par la rivière l'Ource. Celle-ci prend sa source sur le plateau de Langres près de Poinson-lès-Grancey à l'extrême sud du département de la Haute-Marne. Elle quitte la Côte-d'Or à Grancey pour se jeter dans la Seine à Bar-sur-Seine dans le département de l'Aube.

### Accès
Depuis Troyes ou Dijon la commune est accessible par la RD 971 respectivement à partir de Mussy-sur-Seine ou de Charrey-sur-Seine.

### Climat
Pour des articles plus généraux, voir Climat de la Bourgogne-Franche-Comté et Climat de la Côte-d'Or.
En 2010, le climat de la commune est de type climat des marges montargnardes, selon une étude du Centre national de la recherche scientifique s'appuyant sur une série de données couvrant la période 1971-2000. En 2020, Météo-France publie une typologie des climats de la France métropolitaine dans laquelle la commune est exposée à un climat océanique altéré et est dans la région climatique  Lorraine, plateau de Langres, Morvan, caractérisée par un hiver rude (1,5 °C), des vents modérés et des brouillards fréquents en automne et hiver.
Pour la période 1971-2000, la température annuelle moyenne est de 10,3 °C, avec une amplitude thermique annuelle de 15,8 °C. Le cumul annuel moyen de précipitations est de 851 mm, avec 12,5 jours de précipitations en janvier et 8,5 jours en juillet. Pour la période 1991-2020, la température moyenne annuelle observée sur la station météorologique de Météo-France la plus proche, « Cunfin_sapc », sur la commune de Cunfin à 7 km à vol d'oiseau, est de 11,0 °C et le cumul annuel moyen de précipitations est de 900,4 mm,. Pour l'avenir, les paramètres climatiques de la commune estimés pour 2050 selon différents scénarios d'émission de gaz à effet de serre sont consultables sur un site dédié publié par Météo-France en novembre 2022.

## Urbanisme

### Typologie
Au 1er janvier 2024, Grancey-sur-Ource est catégorisée commune rurale à habitat dispersé, selon la nouvelle grille communale de densité à 7 niveaux définie par l'Insee en 2022.
Elle est située hors unité urbaine. Par ailleurs la commune fait partie de l'aire d'attraction de Châtillon-sur-Seine, dont elle est une commune de la couronne,. Cette aire, qui regroupe 60 communes, est catégorisée dans les aires de moins de 50 000 habitants,.

### Occupation des sols
L'occupation des sols de la commune, telle qu'elle ressort de la base de données européenne d’occupation biophysique des sols Corine Land Cover (CLC), est marquée par l'importance des forêts et milieux semi-naturels (64,6 % en 2018), une proportion sensiblement équivalente à celle de 1990 (65,3 %). La répartition détaillée en 2018 est la suivante : forêts (62 %), terres arables (26,6 %), prairies (7,2 %), milieux à végétation arbustive et/ou herbacée (2,6 %), zones urbanisées (1,6 %). L'évolution de l’occupation des sols de la commune et de ses infrastructures peut être observée sur les différentes représentations cartographiques du territoire : la carte de Cassini (XVIIIe siècle), la carte d'état-major (1820-1866) et les cartes ou photos aériennes de l'IGN pour la période actuelle (1950 à aujourd'hui).

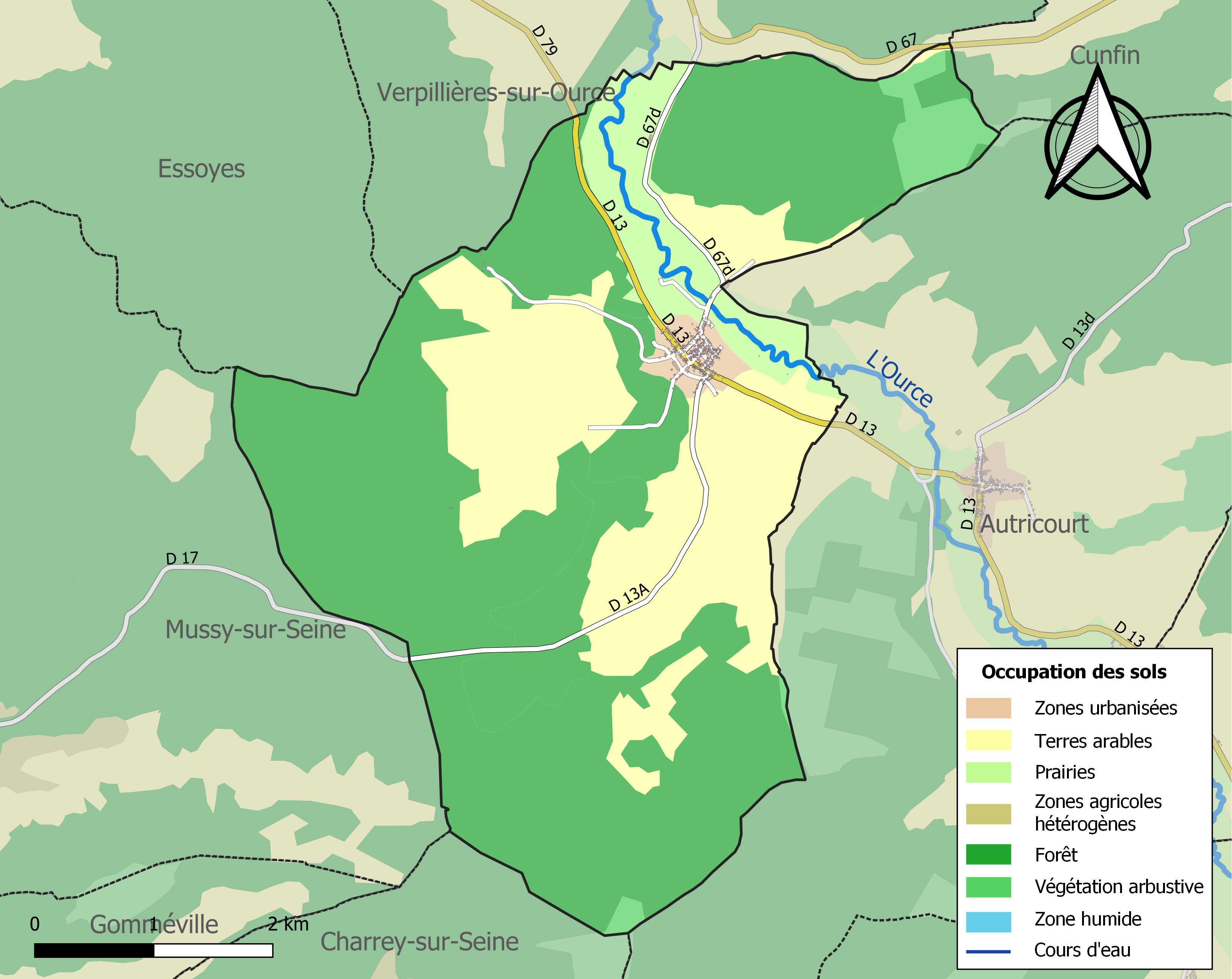
Carte des infrastructures et de l'occupation des sols de la commune en 2018 (CLC).

## Histoire

### Moyen Âge
Les plus anciens vestiges médiévaux connus proviennent d'une nécropole mérovingienne située dans le secteur du Tomoy.
Dépendant du comté de Champagne, bailliage de Chaumont, et de l'évêché de Langres, la paroisse de Grancey était un prieuré de l'abbaye de Molesme jusqu'au XIVe siècle.

### Époque moderne
Du XVIe au XVIIIe siècle, le prieuré Notre-Dame du val des Dames, qui semble être à l'origine un couvent de religieuses, est un lieu de pèlerinage.
Le foulon de l'abbaye, transformé en forge en 1655, est à l'origine du développement industriel de Grancey, filiale de la compagnie des forges de Châtillon-Commentry et Neuves-Maisons. Ajouté au moulin, à la tuilerie et aux nombreux artisans dont beaucoup de tisserands, cette usine permet alors à 1 200 habitants de vivre sur la commune.

### Période contemporaine
Le village a été impliqué durant la Seconde Guerre mondiale avec le maquis de Mussy-Grancey.

## Politique et administration
| Période                                  | Période   | Identité         | Étiquette | Qualité |
| ---------------------------------------- | --------- | ---------------- | --------- | ------- |
| mars 1976                                | mars 2001 | Michel van Hecke |           |         |
| 2001 mars                                | 2020      | Roland Gérard    |           |         |
| juillet 2020                             | En cours  | Roland Van Hecke |           |         |
| Les données manquantes sont à compléter. |           |                  |           |         |

Grancey-sur-Ource appartient :
- à l'arrondissement de Montbard,
- au canton de Châtillon-sur-Seine et
- à la communauté de communes du Pays Châtillonnais.

## Démographie
L'évolution du nombre d'habitants est connue à travers les recensements de la population effectués dans la commune depuis 1793. Pour les communes de moins de 10 000 habitants, une enquête de recensement portant sur toute la population est réalisée tous les cinq ans, les populations de référence des années intermédiaires étant quant à elles estimées par interpolation ou extrapolation. Pour la commune, le premier recensement exhaustif entrant dans le cadre du nouveau dispositif a été réalisé en 2007.

En 2022, la commune comptait 179 habitants, en évolution de −13,11 % par rapport à 2016 (Côte-d'Or : +0,82 %, France hors Mayotte : +2,11 %).
| 1793 | 1800 | 1806 | 1821 | 1831  | 1836 | 1841  | 1846  | 1851  |
| ---- | ---- | ---- | ---- | ----- | ---- | ----- | ----- | ----- |
| 706  | 756  | 818  | 994  | 1 012 | 983  | 1 054 | 1 100 | 1 013 |

| 1856  | 1861  | 1866 | 1872 | 1876 | 1881 | 1886 | 1891 | 1896 |
| ----- | ----- | ---- | ---- | ---- | ---- | ---- | ---- | ---- |
| 1 008 | 1 086 | 956  | 887  | 856  | 815  | 777  | 700  | 658  |

| 1901 | 1906 | 1911 | 1921 | 1926 | 1931 | 1936 | 1946 | 1954 |
| ---- | ---- | ---- | ---- | ---- | ---- | ---- | ---- | ---- |
| 624  | 588  | 494  | 396  | 402  | 332  | 347  | 305  | 324  |

| 1962 | 1968 | 1975 | 1982 | 1990 | 1999 | 2006 | 2007 | 2012 |
| ---- | ---- | ---- | ---- | ---- | ---- | ---- | ---- | ---- |
| 348  | 316  | 282  | 253  | 237  | 213  | 203  | 202  | 218  |

| 2017 | 2022 | - | - | - | - | - | - | - |
| ---- | ---- | - | - | - | - | - | - | - |
| 200  | 179  | - | - | - | - | - | - | - |

## Culture locale et patrimoine

### Lieux et monuments
- L'église de l'Assomption, construite en 1837, est remarquable par son architecture atypique à façade néo-classique en portique dorique. Dans la région, elle est à rapprocher de celles de Voulaines-les-Templiers et d'Ampilly-le-Sec construites toutes deux entre 1827 et 1830 par le même architecte, Simon Tridon. Commencée par Tridon, elle est terminée par Roze-Couturier. Classée monument historique en 1994[19] elle renferme des statues en bois polychrome du XVIIIe siècle dont un saint Vincent et 3 grandes toiles de Charles Ronot[20].
- Chapelle de Beauregard (chapelle d'action de Grâce élevée par les habitants en  1872 : « Ils m'ont établie gardienne des habitants de Grancey »). Un soldat prussien ayant trouvé la mort dans la commune en 1870, les habitants ont décidé de construire ce monument si le village évitait les représailles des Prussiens[21].
- Ermitage du Val des Dames (lieu chargé d'histoire et de légendes)[22].
- Monument aux morts.

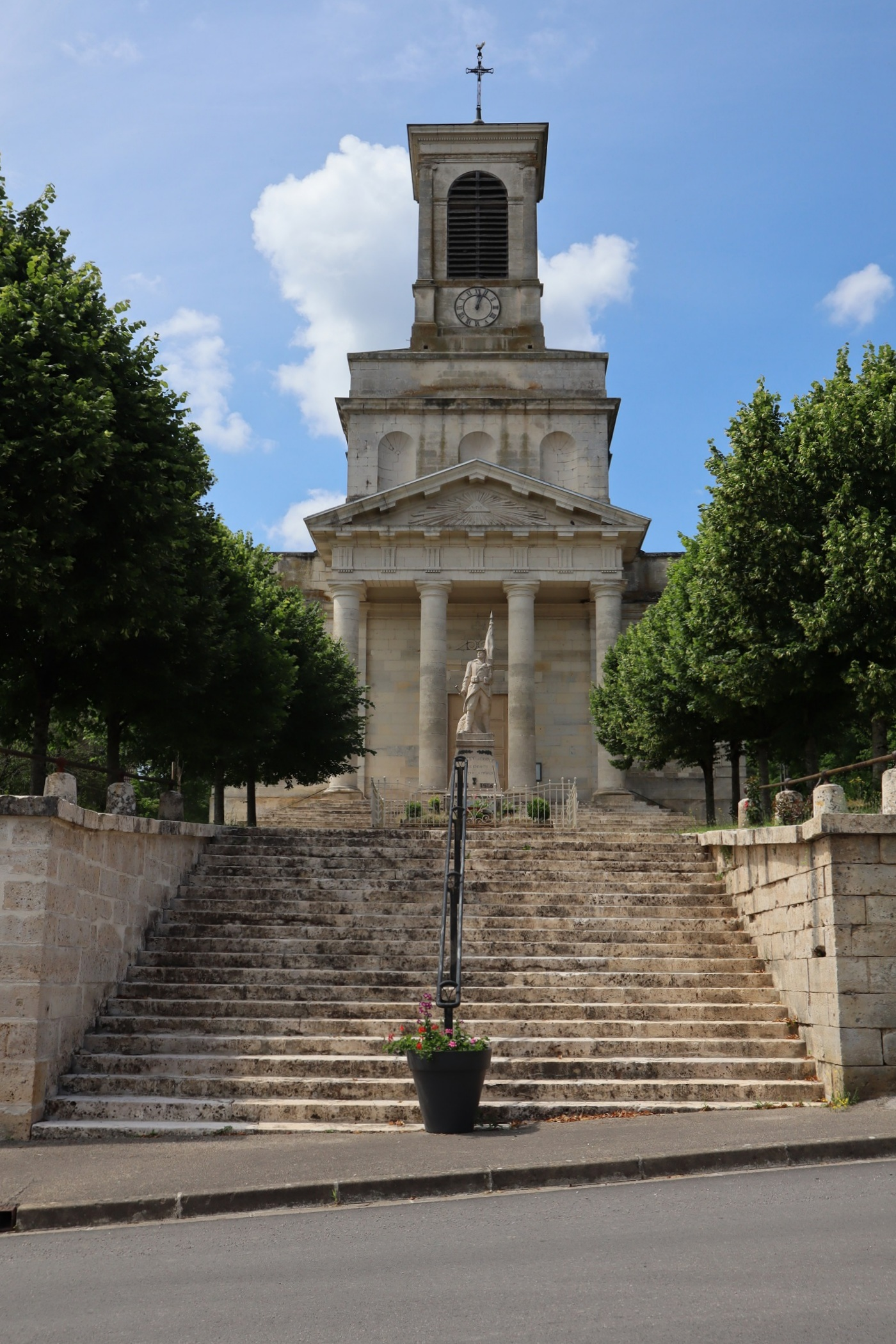
L'église Notre-Dame-de-l'Assomption.
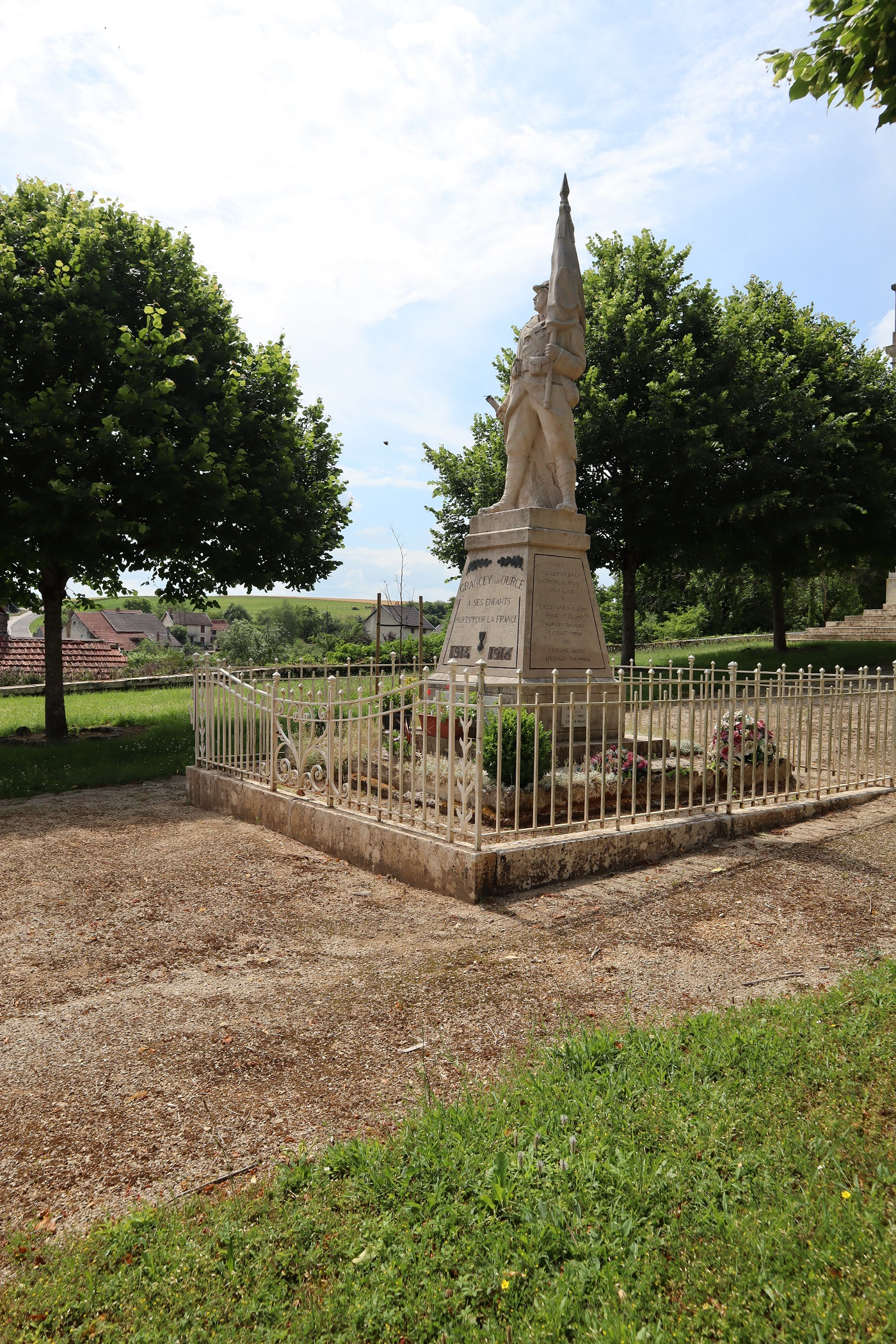
Le monument aux morts.

### Personnalités liées à la commune
- Ancêtres d'Édouard Herriot.
- Julie Vellay, née le 2 octobre 1838 à Grancey-sur-Ource, épouse de Camille Pissarro[23],[24], représentée dans un certain nombre de ses tableaux.
- Général Paul Guichard, né à Grancey-sur-Ource le 13 octobre 1887[25].

## Héraldique
| Blason de Grancey-sur-Ource | Blason  | Tiercé en pairle renversé : au 1) de gueules à une croix de Lorraine d'argent, au 2) de sinople à une chapelle sommée d'une vierge d'or (du lieu) ; au 3) d'argent à deux fasces ondées d'azur et à un chêne de sinople, fûté de tenné et englanté d'or, brochant sur elles |
| Blason de Grancey-sur-Ource | Détails | Création JF Binon. Sur site Internet de la commune, 2022. |